# Пролив Кеннеди
Пролив Кеннеди (англ. Kennedy Channel, дат. Kennedykanalen), также Ке́ннеди — пролив в Северном Ледовитом океане, который разделяет острова Гренландия и Элсмир (самый северный остров Канады).

## Название
Название проливу дал Илайша Кейн в 1854 году во время своей второй арктической экспедиции, в ходе которой Кейн намеревался найти следы пропавшей экспедиции Джона Франклина. Однако доподлинно неизвестно, в чью честь был назван пролив. По одной версии, пролив получил имя в честь путешественника Уильяма Кеннеди — исследователя Арктики, с которым Кейн был знаком некоторое время и который также участвовал в поисках экспедиции Франклина. По другой версии, распространённой среди историков, пролив получил имя в честь министра военно-морских сил США Джона Педлтона Кеннеди (занимал пост в 1852—1853 годах), благодаря которому и состоялась вторая экспедиция Кейна.

## География
Пролив Кеннеди является частью пролива Нэрса, соединяя заливы Кейна и Холла и в составе их системы соединяя море Линкольна с морем Баффина. На юге пролив начинается у мысов Лоуренса и Джексона, соединение с заливом Холла происходит в точке рядом с мысами Бэйрда и Мортона. Длина пролива составляет около 130 км, ширина — от 24 до 32 км, средняя глубина — от 180 до 340 м.
В проливе находится  остров Ганса, на который предъявляют территориальные претензии Канада и Дания. Остров находится почти в самом центре водораздела между Канадой и Данией, но на 1 км ближе к побережью Гренландии. Также в проливе находятся острова Франклин и Крозье, территориально принадлежащие Гренландии (Дании), и остров Ханна, расположенный у Бессель-форда, к северо-востоку от мыса Брайан.